# Larraul
Larraul – gmina w Hiszpanii, w prowincji Guipúzcoa, w Kraju Basków, o powierzchni 5,9 km². W 2011 roku gmina liczyła 247 mieszkańców.